# 兒童家庭廳
兒童家庭廳（日语：／ Kodomo Katei chō */?）是日本行政機關之一。為整合過去內閣府與厚生勞動省所管兒童相關事務所成立之內閣府外局，於2023年4月1日成立。
本廳是依據第二屆岸田內閣於2022年2月25日向國會提出、6月15日通過、6月22日公布之法律第75號《兒童家庭廳設置法》所設立。
本條目也將提及當初構想的兒童廳。

## 歷史

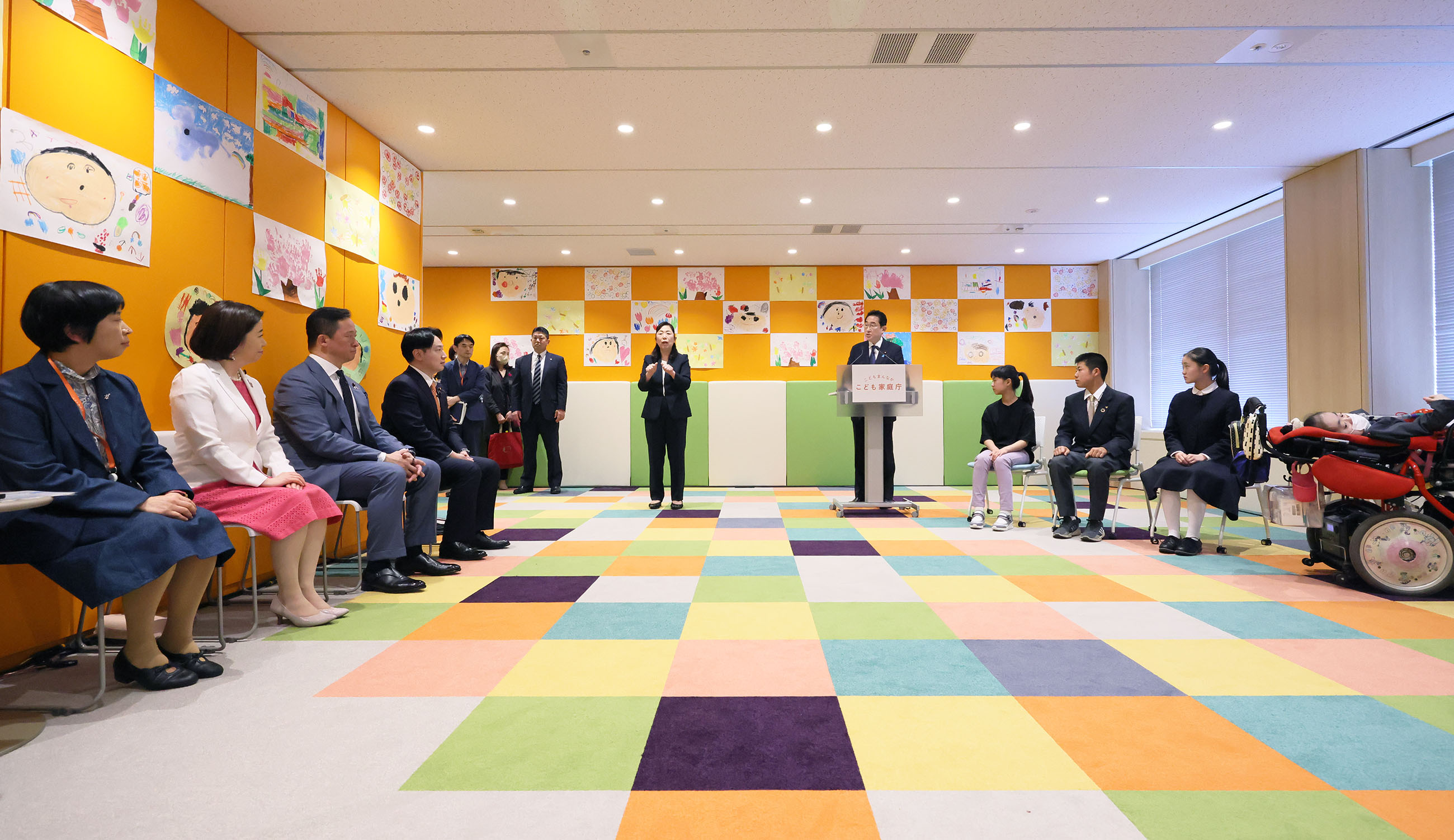
2023年4月3日，兒童家庭廳成立式

過去，日本兒童相關行政事務分別由文部科學省、厚生勞動省、內閣府、警察廳等省廳掌管，被指謫行政效率不彰（垂直行政）。
- 文部科學省：幼稚園，小學校，中學校，高等學校，大學、短期大學、高等專門學校、專門學校的幼兒教育與義務教育，霸凌對策，不登校（日语：不登校）對策，自殺預防對策，第二代信徒、各種騷擾防止等
- 厚生勞動省、總務省：兒童養護設施（日语：児童養護施設）、兒童福祉設施（日语：児童福祉施設）（兒童指導員（日语：児童指導員））、學童保育（學童保育指導員、放課後兒童支援員）、保育所（日语：保育所）、保育園、待機兒童（日语：待機児童）對策、兒童相談所（日语：児童相談所）未成年照顧者對策、母子保健（日语：母子保健法）、兒童精神醫學、單親家庭支援、身心障礙兒童支援、兒童忽視與兒童虐待防止等
- 內閣府、農林水產省：托兒所、認定兒童園（日语：認定こども園）、少子化對策、兒童貧困對策、兒童食堂（日语：子ども食堂）（農林水產省等）、兒童津貼等
- 警察廳生活安全局（日语：生活安全局）：少年少女犯罪對策，少年少女性交易、兒童賣淫對策，性暴力防止等
- 財務省、經濟產業省、厚生勞動省：事業繼承（日语：事業承継）（民間兒童養護設施、民間兒童福祉設施、民間兒童食堂、民間心理健康諮詢中心、民間教育相關設施等）

因此，民主黨政權開始依據幼保一元化政策研究新設「兒童家庭省」（然而當時僅規劃整合幼稚園與保育園。）。自由民主黨重返執政後，持續規劃相同任務的「兒童廳」。另一方面，立憲民主黨則提出設立「兒童家庭廳」與「兒童省」。
2018年12月，超黨派聯盟「成育醫療等基本法成立議員聯盟」（會長：河村建夫、事務局長：自見英子）推動的成育基本法成立，附則規定「政府為了全面推進育兒醫療等相關措施，應考慮行政組織的形式，必要時應採取必要措施。」。此為兒童家庭廳設置的法源依據。
2021年1月24日，自民黨參議院議員山田太郎向時任總理大臣菅義偉提出創立「兒童廳」。以打破垂直行政（行政本位主義）為座右銘的菅義偉表達濃厚興趣，兒童廳構想也隨之啟動。
山田與小兒科醫師出身的自民黨參議院議員自見英子等同黨年輕議員成立研究小組，3月中旬提案。另一方面，政府內部也由內閣官房長官加藤勝信為中心進行研擬。
同年4月1日，山田等人向總理大臣菅義偉提出設置兒童廳。菅義偉同日指示幹事長二階俊博於黨內成立研討小組。菅は、4月5日的參議院決算委員會，菅義偉被自見英子問及成立兒童廳的決心時表示「非常重視。希望能妥善地處理。」。
作為2021年自由民主黨總裁選舉的議題之一，在「Children First兒童行政研究會」舉辦的「兒童政策公開討論會」中，野田聖子強烈支持創立，河野太郎、岸田文雄也表達贊成立場，高市早苗則未明確表態。
2021年12月14日，在「不僅兒童，也要支援育兒家庭」、「希望名稱能重視育兒家庭」等意見下，新組織名稱將改為「兒童家庭廳」。最初此名稱是由公明黨與重視「傳統家族觀」的自民黨內保守派所提出，也符合前述的立憲民主黨名稱案。同月21日的閣議決定以「兒童家庭廳」的名稱盡快成立。
2022年2月25日，閣議決議兒童家庭廳設置法案與兒童家庭廳設置法施行相關法律整備法，同日向眾議院提出。
2022年5月17日，兒童家庭廳設置相關法案在眾議院自由民主黨、公明黨與國民民主黨、無所屬俱樂部支持下通過。
2022年6月15日，兒童家庭廳相關法案在參議院本會議通過，法案成立。

## 組織
兒童家庭廳組織基本上由法律的兒童家庭廳設置法、政令的兒童家庭廳組織令及內閣府令兒童家庭廳組織規則分層規定。

### 特別職
- 兒童家庭廳長官
- 官房長
- 審議官（3名，其中1名兼任）
- 公文書管理官
- 參事官（兼任以外1名）

### 內部部局
長官官房
- 總務課
  - 經理室
  - 企劃官（廣報、文書擔當）
  - 企劃官（地方連攜、DX等擔當）（兼任）
  - 人事調查官
  - 數位安全、情報化企畫官
- 公文書監理官（兼任）
- 參事官（會計擔當）
- 參事官（日本版DBS擔當）（兼任）
- 參事官（綜合政策擔當）
  - 少子化對策企劃官

成育局
- 審議官（成育局擔當）
- 總務課
- 保育政策課
  - 認可外保育設施擔當室
- 成育基盤企劃課
- 成育環境課
  - 兒童津貼管理室
- 母子保健課
- 安全對策課
  - 企劃官（日本版DBS擔當）
- 參事官 (事業調整擔當）

支援局
- 審議官（支援局擔當）
- 總務課
  - 企劃官（霸凌、不登校防止擔當）
- 虐待防止對策課
  - 企劃官（兒童年輕人支援擔當）
- 家庭福祉課
  - 企劃官（單親家庭等支援擔當）
- 障害兒童支援課

審議官（綜合政策等擔當）（3年時限）（兼任）
來源

### 審議會等
- 兒童家庭審議會（兒童家庭廳設置法（日语：こども家庭庁設置法）6、7條）

### 特別機關
- 兒童政策推進會議（兒童基本法（日语：こども基本法）17 - 20條、兒童家庭廳設置法8條）

### 設施等機關
- 國立兒童自立支援設施（日语：児童自立支援施設）（兒童家庭廳組織令24條）
  - 國立鬼怒川學院（日语：国立きぬ川学院）
  - 國立武藏野學院（日语：国立武蔵野学院）

## 所管法人
至2023年4月，兒童家庭廳管轄以下獨立行政法人。
- 福祉醫療機構（日语：福祉医療機構）（與厚生勞動省共管）
- 日本體育振興中心（日语：日本スポーツ振興センター）（與文部科學省共管）

## 組織概要
依據兒童家庭廳設置法，兒童家庭廳是內閣府的外局（第2條第1項）。媒體則稱本組織由總理直接掌管。確實，內閣府首長為內閣總理大臣，因此的確可說是內閣總理大臣直屬局處，但金融廳與消費者廳等其他內閣府外局也是相同情形，兒童家庭廳其地位並無不同。
兒童家庭廳首長為兒童家庭廳長官（第2條第2項）。與金融廳長官及消費者廳長官同樣是一般職國家公務員。
兒童家庭廳相關事務設有內閣府特命擔當大臣。是過去的少子化對策擔當廢止後的必置職位（內閣府設置法11條之3）。與其他特命擔當大臣一樣，有權依內閣府設置法12條就其管轄的事務要求相關行政機關提交資料和說明，並提出建議。
兒童家庭廳依內閣府設置法第53條第2項設置官房及局（第9條第1項），數量在3以下（第9條第2項）。
具體組織可分為「企劃立案·綜合調整部門」、「成育部門」、「支援部門」三大部門。
「企劃立案·綜合調整部門」為長官官房。設有官房長、總務課、參事官（會計擔當）、參事官（綜合政策擔當）。長官官房將分散於各府省的兒童政策進行綜合調整，制定推動兒童政策大綱。此外，與數位廳等合作建置各個兒童的自身、家庭狀況與支援内容的資料庫。
「成育部門」為兒童成育局。設有總務課、兒童保育政策課、兒童育成基盤課、兒童育兒支援課、母子保健課、兒童安全課、參事官（事業調整擔當）。兒童成育局與文部科學省制定幼稚園、保育所、認定兒童園的教育、保育内容基準。並研擬防止兒童性犯罪的日本版DBS，與兒童死亡原因回溯分析（Child Death Review, CDR）。
「支援部門」為兒童支援局。設有總務課、虐待防止對策課、兒童家庭福祉課、障害兒童支援課。兒童支援局負責兒童虐待與霸凌問題，對於重大霸凌事件將與文部科學省共享資訊並共有採取對策。也負責未成年照顧者、寄養兒童的支援。組織的詳細由政令與內閣府令規定。
厚生勞動省管轄的兒童自立支援設施國立武藏野學院與國立鬼怒川學院移交兒童家庭廳管轄。由於未設置地方支分部局，必要時可委託地方厚生局。

## 內閣府特命擔當大臣（兒童政策擔當）
隨著兒童家庭廳成立而修正的內閣府設置法規定應設置負責兒童政策、少子化對策、年輕人活躍、性別平等的內閣府特命擔當大臣，並由之前「負責規劃和協調以兒童為中心的企劃立案與行政部門管轄事務」的國務大臣小倉將信出任初代大臣。
| 代                             | 姓名                           | 姓名                           | 内閣                           | 内閣                           | 在職期間                       | 党派                           | 備註                           |
| 内閣府特命担当大臣（兒童政策） | 内閣府特命担当大臣（兒童政策） | 内閣府特命担当大臣（兒童政策） | 内閣府特命担当大臣（兒童政策） | 内閣府特命担当大臣（兒童政策） | 内閣府特命担当大臣（兒童政策） | 内閣府特命担当大臣（兒童政策） | 内閣府特命担当大臣（兒童政策） |
| ------------------------------ | ------------------------------ | ------------------------------ | ------------------------------ | ------------------------------ | ------------------------------ | ------------------------------ | ------------------------------ |
| 1                              |                                | 小倉將信                       | 第二屆岸田内閣                 | 第1次改造内閣                  | 2023年4月1日-2023年9月13日     | 自由民主党                     | 初設                           |
| 2                              |                                | 加藤鮎子                       | 第二屆岸田内閣                 | 第2次改造內閣                  | 2023年9月13日-                 | 自由民主党                     | 現職                           |

## 歷代長官
| 代   | 姓名       | 就任日       | 卸任日        | 主要精力                       |
| ---- | ---------- | ------------ | ------------- | ------------------------------ |
| 初代 | 渡邊由美子 | 2023年4月1日 | 2023年9月13日 | 内閣官房兒童家庭廳設立準備室長 |

## 外部連結
- 兒童家庭廳 （页面存档备份，存于）
- 兒童家庭廳的X（前Twitter）
- YouTube上的兒童家庭廳頻道